# NFPA 704
NFPA 704 je standard, koji je ustanovila američka Nacionalna agencija za zaštitu od požara (National Fire Protection Association). To je standardni sustav za identifikaciju opasnosti od materijala pri intervencijama kod nesreća.

## Obilježavanje
NFPA 704 se obilježava s četiri različite boje. Plava boja ukazuje na nivo opasnosti po zdravlje,  crvena na zapaljivost, žuta na kemijsku reaktivnost, a bijela je za posebne kodove za jedinstvene opasnosti. Svaki od ovih nivoa je ocijenjen na skali od 0 do 4, pri čemu 0 predstavlja odsutnost opasnosti a 4 predstavlja veoma veliku opasnost.
| Zdravlje (Plava)                | Zdravlje (Plava) | Zapaljivost (Crvena) | Zapaljivost (Crvena) |
| ------------------------------- | --- | -------------------- | --- |
| 4                               | Kratkotrajno izlaganje može prouzrokovati smrt ili trajne povrede (npr. hidrogen cijanid, fosfin)                                                                 | 4                    | Brzo i potpuno isparava pri atmosferskom pritsku i temperaturi ili se lako raspršuje u zraku i lako gori (npr. propan). točka paljenja ispod 23 °C (73 °F) |
| 3                               | Kratkotrajno izlaganje može prouzrokovati privremene i umjerene povrede (npr. klor)                                                                               | 3                    | Tekućine i čvrste supstance koje se mogu zapaliti pod gotovo svim temperaturnim uvjetima okoline (npr. benzin). Tekućine čija je točka paljenja ispod 23 °C (73 °F) i točka ključanja iznad 38 °C (100 °F) ili točka paljenja između 23 °C (73 °F) i 38 °C (100 °F) |
| 2                               | Intenzivno i kontinuirano, ali ne kronično izlaganje, može prouzrokovati privremenu nesposobnost ili eventualno trajnu povredu (npr. etil eter)                   | 2                    | Mora se zagrijati ili izložiti relativno visokoj temperaturi okoline da bi došlo do paljenja (npr. dizel gorivo). točka paljenja između 38 °C (100 °F) i 93 °C (200 °F)                                                                                             |
| 1                               | Izlaganje uzrokuje iritaciju s manjim povredama (npr. aceton) | 1                    | Mora se zagrijati da bi došlo do paljenja (npr. sojino ulje). točka paljenja iznad 93 °C (200 °F) |
| 0                               | Nema opasnosti po zdravlje, nisu potrebne mjere zaštite (npr. lanolin)                                                                                            | 0                    | Ne gori (npr. voda) |
| Nestabilnost/Reaktivnost (Žuta) | Nestabilnost/Reaktivnost (Žuta) | Posebno (Bijela)     | Posebno (Bijela) |
| 4                               | Brzo eksplodira pri normalnoj temperaturi i pritisku (npr. nitroglicerin, RDX)                                                                                    |                      | Bijelo područje za posebna upozorenja može sadržavati više simbola. NFPA 704 standardom su definirani sljedeći simboli: |
| 3                               | Može doći do eksplozije, ali je potreban jak izvor kao inicijator, mora se zagrijati, reagira eksplozivno s vodom, ili detornira pri udaru (npr. amonijev nitrat) | W                    | reagira s vodom na neuobičajen i opasan način (npr. cezij, natrij, sulfatna kiselina) |
| 2                               | Burno reagira na povišenoj temperaturi i pritisku, burno reagira s vodom, ili daje eksplozivu smjesu s vodom (npr. fosfor, kalij, natrij)                         | OX                   | Oksidans (npr. kalijev perklorat, amonijev nitrat, vodikov peroksid) |
| 1                               | Uobičajeno stabilan, ali može postati nestabilan pri povišenoj temperaturi i pritsku (npr. propen)                                                                | ACID                 | Jaka kiselina |
| 0                               | Uobičajeno stabilan, čak i kod izlaganja požaru i ne reagira s vodom (npr. helij)                                                                                 | ALK                  | Jaka baza |
|                                 | | COR                  | Korozivna materija |
|                                 | | BIO                  | Materijal je biološki opasan (zarazan) |
|                                 | |                      | Radioaktivna materija |

## Vanjske poveznice
- NFPA